# Давід Лем'є
Давід Лем'є (фр. David Lemieux; 20 грудня 1988, Монреаль, Канада) — канадський професійний боксер, що виступає у середній ваговій категорії. Колишній чемпіон світу (за версією IBF, 2015) у середній вазі.

## Професійна кар'єра

### Лем'є проти Головкіна
Об'єднавчий бій за титули чемпіона WBA (Super), IBO,  тимчасового чемпіона WBC, що належали Головкіну, та IBF, власником якого був Лем'є, відбувся 17 жовтня 2015 року за схемою плати та дивися - PPV. Це був дебют обох боксерів на PPV. Бій зупинив рефері у восьмому раунді, а перемогу здобув Геннадій Головкін.

### Лем'є проти Сондерса
У жовтні 2017 року WBO зобов'язала провести поєдинок між чемпіоном світу у середній вазі за версією WBO Біллі Джо Сондерсом і ексчемпіоном світу за версією IBF Давідом Лем'є. Бій відбувся 16 грудня 2017 року і закінчився перемогою одностайним рішенням суддів Сондерса, який мав перевагу протягом усього поєдинку.